# Johanna Ikonen
Johanna Ikonen, född den 9 januari 1969 i Eno i Finland, är en finländsk ishockeyspelare.
Hon tog OS-brons i damernas ishockeyturnering i samband med de olympiska ishockeytävlingarna 1998 i Nagano.